# Vorarlberger Flurnamenbuch

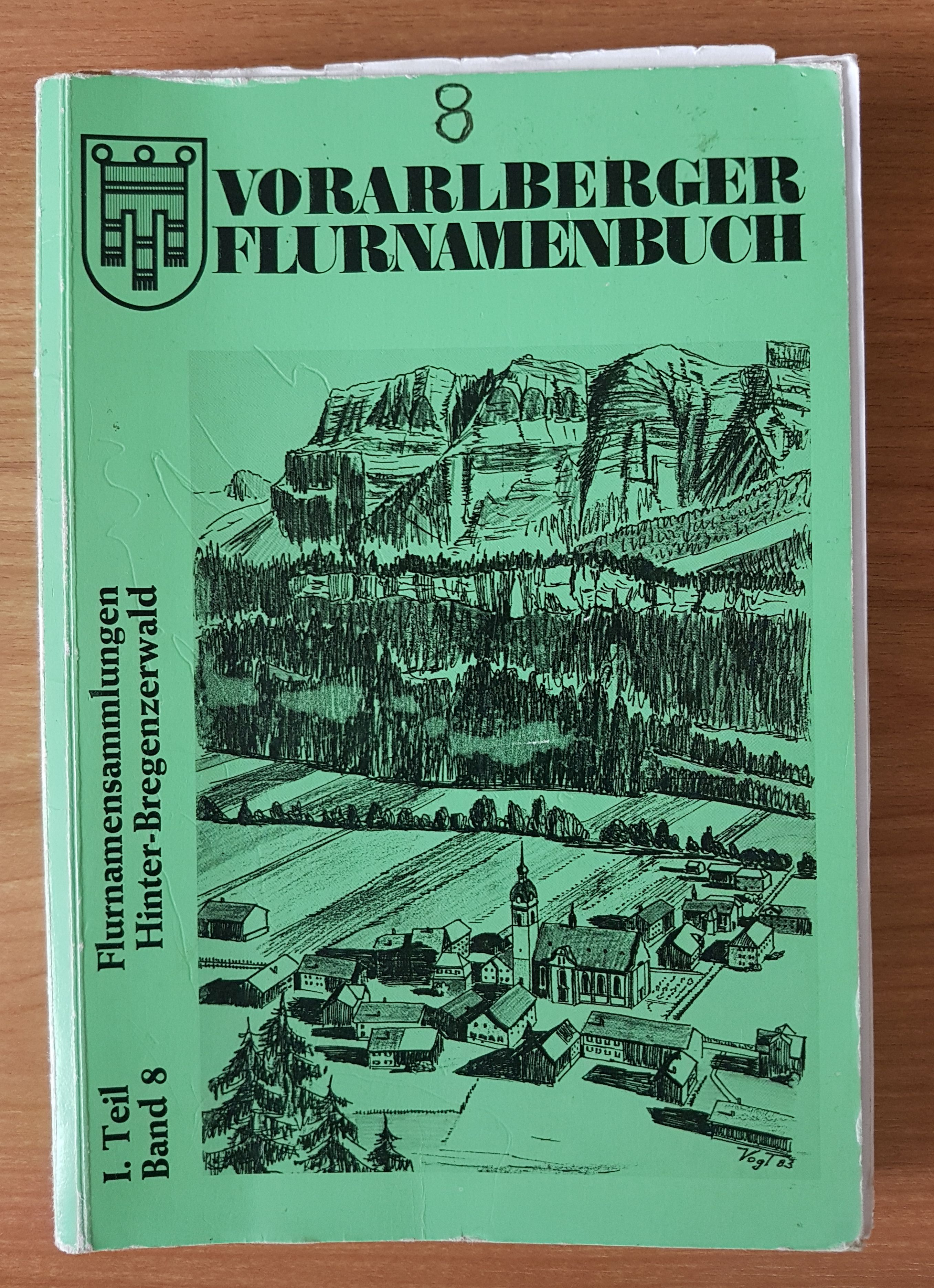
Band 8 des Vorarlberger Flurnamenbuches

Das Vorarlberger Flurnamenbuch ist eine umfangreiche Sammlung aller auf Vorarlberger Landesgebiet nachgewiesenen Orts-, Berg-, Weg-, Gelände- und Gewässernamen mit sprachlichen Nachweisen,  phonetischer Transkription, kartographischer Dokumentation und urkundlicher Überlieferung. Das Werk wurde zusammengestellt und bearbeitet durch Werner Vogt.

## Namensherkunft
Das Vorarlberger Flurnamenbuch leitet den Titel aus der historisch weitgehend seit Jahrhunderten in diesen geographischen Grenzen bestehenden Region  Vorarlberg ab und bezieht sich beim Sachthema auf die hier vorkommenden Flurnamen (Riednamen).
Der Flurname (Flurbezeichnung, Flurstücke, Parzellen) benennt in der Regel die im gewöhnlichen Sprachgebrauch eingeführte Namensbezeichnung eines kleinräumigen Landschaftsteils (Flur), in dem sich keine oder nur isolierte Häuser befinden bzw. befanden und dient zur Lokalisation und Identifikation.

## Entwicklung der Aufzeichnung von Flurnamen in Vorarlberg
Erste heimatkundliche Veröffentlichungen waren auf einzelne Regionen des Landes beschränkte unvollständige Sammlungen. Solche wurden bis Mitte des 20. Jahrhunderts meist aus Privatinitiativen vorgenommen.
Auf Initiative des Vorarlberger Landesmuseumsverbands wurde einen umfassende Sammlung mit einer zeitgemäßen Toponomastik in Auftrag gegeben und als ein auf drei Teile ausgelegten Kompendium zur Vorarlberger Flurnamenforschung angelegt. Der zweite Teil, Auflistung in lexikalischer Ordnung sowie Etymologische Deutung des Namensschatzes und Teil 3,  Auswertung des Materials hinsichtlich sprachlicher, siedlungs- und allgemein kultur- geschichtlicher Interpretationen harren noch der Veröffentlichung.

## Herkunft, Alter und Entwicklung von  Flurnamen
Im Vorarlberger Flurnamenbuch mussten aufgrund der unterschiedlichen Besiedelung durch verschiedene Volksstämme (z. B. Räter, Alemannen, Walser) und in unterschiedlichen Jahrhunderten teilweise mehrere Flurnamen für dasselbe Flurstück aufgenommen werden. In den Flurnamen spiegeln sich daher auch in Vorarlberg, wie in anderen Regionen, viele historische und sprachliche Entwicklungen sowie die unterschiedlich bezeichneten topografischen Gegebenheiten wider.
Auch in Vorarlberg sind die Flurnamen oder Lagebezeichnungen meist über Jahrhunderte überliefert, manche können in ihren Sprachwurzeln  bis in die Vor- und Frühgeschichte zurückgeführt werden (bei Flussnamen oder Namen markanter Berge).
In Vorarlberg wurden rund 46.700 Flurnamen aufgezeichnet, von denen rund 1/3 nicht aus der deutschen Sprache abgeleitet sind.

## Entstehung des Vorarlberger Flurnamenbuches
Das Vorarlberger Flurnamenbuch baut auf älteren historischen Quellen und mündlichen Überlieferungen auf. Die im Vorarlberger Flurnamenbuch aufgezeichneten Flurnamen sind, wie in den meisten anderen deutschsprechenden Ländern,
- althergebrachte Lage- oder Nutzungsbezeichnungen (z. B. Augstenberg oder Rauz) oder
- haben Bezüge zu ehemaligen Eigentümern (z. B. Winsau oder Jennen etc.).

### Aufbau des Vorarlberger Flurnamenbuches
Das Vorarlberger Flurnamenbuch wurde vom Vorarlberger Landesmuseumsverband herausgegeben und erschien in 9 Bänden in den Jahren 1970 bis 1993. Es handelt sich dabei um den Ersten Teil der Gesamtveröffentlichung:
1. Band (1970) … Nüziders / Bludenz / Klostertal
2. Band (1973) … Montafon
3. Band (1977) … Walgau
4. Band (1971) … Großwalsertal/Damüls
5. Band (1991) … Vorderland
6. Band (1993) … Unterland/Leiblachtal
7. Band (1987) … Vorderwald
8. Band (1984) … Hinterwald
9. Band (1980) … Tannberg/Kleinwalsertal

Die neun Bände des ersten Teils enthalten 38.554 Namen, alphabetisch gelistet für jede der 98 Gemeinden des Landes, eine semi-phonetische Umschreibung ihrer rezenten mundartlichen Lautung und rund 45.000 urkundlichen Belegungsvermerke des Namenguts sowie 92 vom Autor verfertigten Karten zur Dokumentation der topographischen Umgebungssituation.
Der zweite Teil mit der Auflistung in lexikalischer Ordnung sowie etymologischer Deutung des Namensschatzes und der dritte Teil mit den Auswertungen des Materials hinsichtlich sprachlicher, siedlungs- und allgemein kulturgeschichtlicher Interpretationen, sind noch nicht publiziert.
Kleinere Unschärfen sollen bei einer endlich zu erfolgenden Veröffentlichung des ausstehenden zweiten Teils des Werks berichtigt werden.

## VOGIS
Die Flurnamen aus dem Vorarlberger Flurnamenbuch wurden im Vorarlberger Geographisches Informationssystem (VOGIS) aufgenommen.

## Aktuelle Verwendung von Flurnamen
Siedlungs- und Straßenbezeichnungen in Neubaugebieten der Städte und Gemeinden in Vorarlberg orientieren sich nach wie vor an den historischen Flurnamen (z. B. Bremenmahd in Dornbirn). Dabei liefert das Vorarlberger Flurnamenbuch die wissenschaftliche Grundlage für die Benennung.

## UNESCO

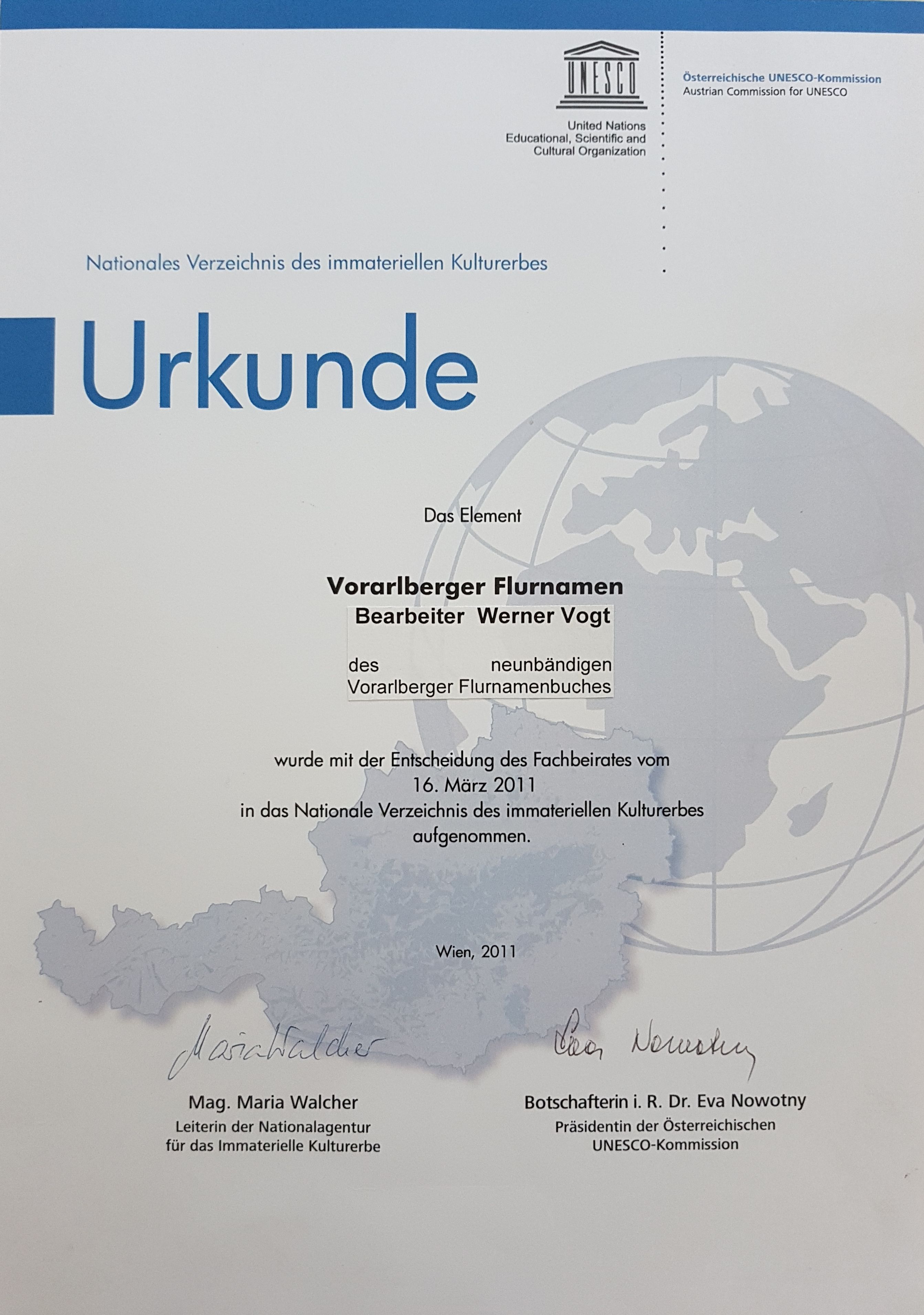
UNESCO-Urkunde über die Aufnahme des Vorarlberger Flurnamenbuches in das nationale Verzeichnis des immateriellen Kulturerbes

Das Vorarlberger Flurnamenbuch wurde am 16. März 2011 in das Nationale Verzeichnis der Österreichischen UNESCO-Kommission für das immateriellen Kulturerbe der Republik aufgenommen.